# Station Rødby Færge
Station Rødby Færge is een station in Rødbyhavn, Denemarken aan het uiteinde van de spoorlijn Ringsted - Rødby Færge, onderdeel van de Vogelfluglinie tussen Denemarken en Duitsland.
Het station is geopend op 14 mei 1963.
Het station heeft sedert het opheffen van een aantal verbindingen sterk aan belang ingeboet. Het station zal na het voltooien van de Fehmarnbelttunnel waarschijnlijk gesloten worden.

## Foto’s

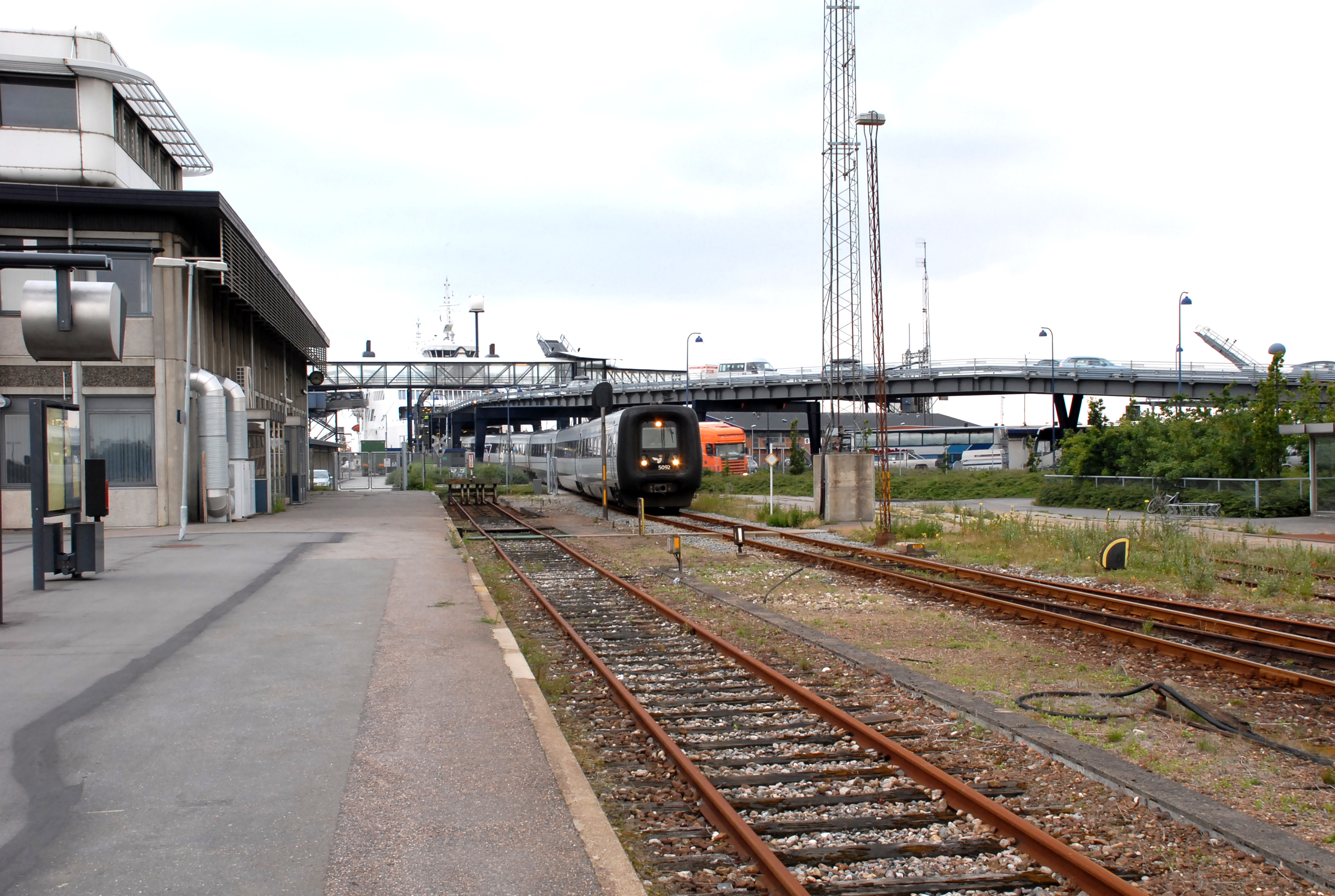
Rødby Færge op 12 juli 2007 met het ontschepen van DSB IC3 treinstel 5092.